# 科尔多瓦省 (阿根廷)
科尔多瓦省（西班牙語：Córdoba）為南美國家阿根廷二十三省之一，位於阿根廷中部，首府為科尔多瓦（Córdoba）。

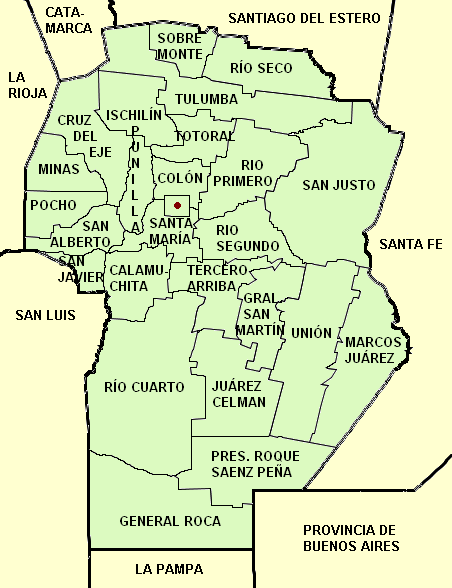
科尔多瓦省的26个Departamento